# Rahnella
Rahnella ist eine Gattung von Bakterien. Die Arten sind in der Umwelt allgegenwärtig und werden regelmäßig aus Wasser, Boden und Gehölzen sowie gelegentlich auch aus klinischen Proben von immungeschwächten Menschen isoliert. Die Arten sind psychrotolerant, sie zeigen noch bei 4 °C Wachstum. Einige Arten sind an dem „Acute Oak Decline“ (akutes Eichensterben) beteiligt.

## Merkmale
Die Zellen von Rahnella sind stäbchenförmig. Sie treten einzeln oder paarweise auf und sind durch peritriche Geißeln beweglich, wenn sie bei 25 °C gezüchtet werden. Einige Arten besitzen nur eine einzelne Geißel. Hierzu zählen Rahnella aceris, R. contaminans und R. latici. Es hat sich jedoch gezeigt, dass weitere Stämme von R. aceris peritriche Geißeln besitzen. Die Beschreibungen dieser drei Arten könnten ungenau sein, da die Geißeln besonders zerbrechlich sind und bei der Probenvorbereitung für die Transmissionselektronenmikroskopie (TEM) leicht von der Zelle abgeschert werden.
Auf Nährstoff- oder Trypton-Soja-Agar sind die Kolonien weiß bis cremefarben. Sie sind rund, leicht konvex und glatt mit ganzen Rändern. Sie reagieren Gram-negativ. Sporen werden nicht gebildet.

## Stoffwechsel und Wachstum
Rahnella ist fakultativ anaerob, die Arten können sowohl unter Sauerstoffausschluss als auch unter aeroben Bedingungen wachen und dann die Atmung nutzen. Wenn sie anaerob wachsen, führen sie die Gärung durch. Je nach Art werden verschiedene Stoffe zur Gärung genutzt, hierzu zählen z. B. L-Arabinose, D-Galactose, D-Glucose, L-Rhamnose, D-Cellobiose, D-Lactose und D-Melibiose. Auch der Zuckeralkohol D-Mannitol sowie die Glycoside Arbutin und Salicin können von bestimmten Arten vergärt werden. Als Kohlenstoffquelle können D-Maltose, N-Acetyl-D-glucosamine, α-D-Glucose und D-Mannose genutzt werden (abhängig von Art). Einige Arten führen die 2,3-Butandiol-Gärung durch, bei diesen Spezies fällt der Voges-Proskauer-Test positiv aus.
Bei allen, bis 2024 beschriebenen Arten fallen folgende Tests negativ aus:
Produktion von H2S, Urease, Indol, Lysindecarboxylase, Ornithindecarboxylase und Tryptophan-Desaminase. Der Test auf β-Galactosidase, ein Enzym, das Lactose in Glucose und Galactose spaltet, fällt positiv aus.
Die Arten sind psychrotolerant, sie können noch bei 4 °C wachsen. Sie bevorzugen allerdings Wachstumstemperaturen von 25–30 °C. In Kultur können die meisten Stämme in einem pH-Bereich von 5–8 und in Gegenwart von 0–6 % (w/v) Natriumchlorid (NaCl) wachsen.

## Ökologie
Die Arten von Rahnella sind in unterschiedlichen Ökosystemen weit verbreitet. Arten werden regelmäßig aus Wasser, Boden und Bäumen sowie gelegentlich aus menschlichen klinischen Proben isoliert.
R. aquatilis wurde ursprünglich aus Süßwasserproben in Frankreich isoliert, ist aber auch aus dem Boden, der Rhizosphäre und dem Darm von Schnecken isoliert worden. Gelegentlich wurde es auch aus klinischen Proben und Lebensmitteln vom Menschen isoliert. Die Arten R. bonaserana und R. perminowiae werden auch mit dem bakteriellen Zerfall von Zwiebeln in den USA und Norwegen in Verbindung gebracht. R. contaminans wurde als Verunreinigung (als Kontaminante) von einer gekühlten Agarplatte isoliert, nachdem Lactobacillus-Stämme aus rohem Reiswein in der Republik Korea isoliert worden waren.
Stämme von Rahnella sind auch von Interesse für die Bioremediation von radioaktivem Abfall wie Uran. Rahnella setzt im Stoffwechsel Phosphatverbindungen frei. Dieses freigesetzte Phosphat kann mit in der Umgebung befindlichen gelösten Uran reagieren, hierbei kann das unlösliche uranhaltige Mineral Chernikovit gebildet werden. Dadurch wird Uran effektiv aus dem Wasser entfernt. Dieses Mineral ist stabil, so dass Uran über lange Zeit sicher in kontaminierten Böden bzw. Grundwasser gebunden werden kann.
Rahnella aquatilis und die Bakterienarten Stenotrophomonas maltophilia, Raoultella terrigena, Ponticoccus gilvus und Kocuria marina scheinen mit Larven oder adulten Tieren des Käfers Dendroctonus rhizophagus assoziiert zu sein. Diese Käferart zählt zu den Borkenkäfer. Arten dieser Käfer legen Eier im Holz oder Rinde von Bäumen. Die Bakterien könnten an dem Abbau von Zellulose, eine in Pflanzenzellen enthaltene Verbindung, beteiligt sein. Dendroctonus rhizophagus kommt endemisch in der Sierra Madre Occidental in Mexiko vor und ist dort ein wirtschaftlich wichtiges Schadinsekt, es kann Sämlinge und junge Bäume von 11 Kiefernarten stark schädigen oder töten.

## Acute Oak Decline
Mehrere Arten, wie z. B. Rahnella victoriana, sind am „Acute Oak Decline“ (AOD, akutes Eichensterben) beteiligt.

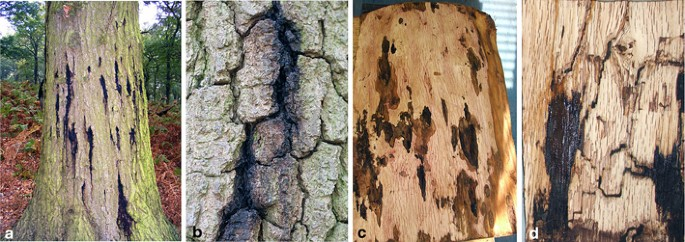
Acute Oak Decline (akutes Eichensterben)

Das Akute Eichensterben ist eine relativ neu beschriebene Pflanzenkrankheit, die Eichenarten befällt. Erkrankte Bäume sind gekennzeichnet durch Blutungen aus vertikalen Rissen, nekrotischen Läsionen im darunter liegenden lebenden Gewebe. Die Bäume werden stark geschädigt und können innerhalb weniger Jahre absterben. Verursacher sind Larven des Zweipunktigen Eichenprachtkäfers (Agrilus biguttatus) sowie mehrere Bakterienarten. Bei den Untersuchungen des akuten Eichensterbens, das 2008 begann, wurden aus dem symptomatischen Gewebe Stämme isoliert, die zu mehreren verschiedenen Bakterien der Familie der Enterobacteriaceae gehören. Die am häufigsten aus symptomatischen Eichen isolierten Bakterienarten sind Gibbsiella quercinecans, Brenneria goodwinii und Rahnella victoriana. Auch die Art Lonsdalea britannica zählt hierzu. Es handelt sich wahrscheinlich um ein bakterielles Konsortium. Die Arten produzieren abbauende Enzyme, die zur Schädigung des Phloems und zur Entwicklung von Stammblutungen und Rissen in der Rinde beitragen.
Die Art R. bruchi wurde aus dem Darm des Zweipunktigen Eichenprachtkäfers sowie der inneren Rinde der Erle (Alnus glutinosa) und Stieleiche (Quercus robur) isoliert. R. victoriana wurde aus mehreren Baumarten, wie Stieleiche, Traubeneiche (Quercus petraea) und Walnuss (Juglans regia) in England, aus der kalifornischen Schwarzeiche (Quercus kelloggii) in den Vereinigten Staaten und aus verschiedenen Eichenarten, z. B. der Truthahneiche (Quercus cerris) in der Schweiz isoliert. Weiterhin wurde die Art in der Kastanienblättrige Eiche (Quercus castaneifolia), Persische Eiche (Quercus brantii) und der Hainbuche (Carpinus betulus) im Iran gefunden.
R. victoriana wurde auch mit bakteriellem Krebs von Eucalyptus camaldulensis im Iran in Verbindung gebracht. R. variigena wurde in Stiel- und Traubeneiche mit AOD-Symptomen sowie aus Erle und Walnuss in England und auf Blättern (der Phyllosphäre) der Birnensorte Williams Christ in Serbien gefunden.
Bislang wurde R. woolbedingensis nur aus gesunden (asymptomatischen) Erlen und Walnüssen in England gemeldet.
Rahnella aceris, ursprünglich isoliert aus dem Saft von Acer pictum in der Korea, wurde auch in Zwiebelknollen mit Symptomen bakterieller Fäulnis in Norwegen und den USA gefunden. Des Weiteren befällt die Art die Schwarzpappel (Populus nigra) im Iran. R. ecdela wurde aus Eichenholz mit AOD-Symptomen in den Niederlanden und aus dem Rhizosphärenboden von Eichenholz in England isoliert. R. inusitata hat einen Typstamm unbekannter Herkunft und wird selten isoliert. Stämme dieser Art wurden aus der inneren Rinde symptomatischer Eichen und aus Böden der antarktischen Halbinsel isoliert. R. laticis wurde aus dem Saft von Acer pictum in der Südkorea und aus der Rhizosphäre einer Eiche isoliert.

## Systematik
Die Gattung Rahnella wurde im Jahr 1981 von Izard et al. mit der Beschreibung von Rahnella aquatilis vorgeschlagen. Sie wurde zu Ehren von Otto Rahn benannt, ein deutsch-amerikanische Mikrobiologe, der 1937 den Namen Enterobacteriaceae vorschlug.
Die Gattung gehört zusammen mit anderen Gattungen wie Chimaeribacter, Chania, Ewingella, Rouxiella, Samsonia, Serratia, Yersinia und "Candidatus Fukatsuia" zur Familie der Yersiniaceae innerhalb der Enterobacterales der Gammaproteobacteria. Dies beruht auf einer neueren Klassifikation, früher wurde Rahnella in die Familie Enterobacteriaceae geführt.
Die phylogenetisch engsten Verwandten von Rahnella sind Rouxiella und Ewingella. Die Arten dieser Gattungen unterscheiden sich in ihren Reaktionen auf Arginin-Dihydrolase (der Test fällt bei manchen Rahnella-Stämmen positiv aus, bei Rouxiella und Ewingiella immer negativ) und in der Fermentation verschiedener Kohlenhydrate.
Es folgt eine Liste einiger Arten:
- Rahnella aceris Lee et al. 2021
- "Rahnella aquatica" Sproer et al. 1999
- Rahnella aquatilis Izard et al. 1981
- Rahnella bonaserana Brady et al. 2022
- Rahnella bruchi Brady et al. 2017
- Rahnella contaminans Jeon et al. 2021
- Rahnella inusitata Brady et al. 2017
- Rahnella laticis Jeon et al. 2021
- Rahnella perminowiae Brady et al. 2022
- Rahnella rivi Brady et al. 2022
- "Rahnella sikkimica" Kumar et al. 2022
- Rahnella variigena Brady et al. 2017
- Rahnella victoriana Brady et al. 2017
- Rahnella woolbedingensis Brady et al. 2017

## Genutzte Literatur
- Carrie L. Brady und Sandra Denman: Rahnella (2024) In: Bergey's Manual of Systematics of Archaea and Bacteria. 1. Auflage. Wiley, 2015, ISBN 978-1-118-96060-8, doi:10.1002/9781118960608.gbm01164.pub2 (wiley.com [abgerufen am 30. Juli 2025]).

## Weiterführende Literatur
- Hugh F. Evans: Management of Pest Threats. In: The Forests Handbook, Volume 2. Blackwell Science Ltd, Oxford, UK 2001, ISBN 978-0-470-75707-9, S. 172–201, doi:10.1002/9780470757079.ch8 (wiley.com [abgerufen am 2. August 2025]).
- Andrew D. Hirons, Peter A. Thomas: Applied Tree Biology. 1. Auflage. Wiley, 2017, ISBN 978-1-118-29640-0, doi:10.1002/9781118296387.ch9 (wiley.com [abgerufen am 2. August 2025]).

## Web
- LPSN
- NCBI
- Forest Research - "Acute oak decline"
- Waldschutzinfo 2024-04: Beteiligung von Bakterien beim Eichensterben
- Express-PRA zu Brenneria goodwinii – Auftreten (revised 2024)